# Cap Lesueur
Le cap Lesueur est un cap australien constituant le point le plus à l'ouest de la presqu'île Péron, une presqu'île d'Australie-Occidentale qui s'avance vers le nord-ouest à l'intérieur de la baie Shark. Il a été nommé durant l'expédition Baudin en l'honneur de Charles Alexandre Lesueur, artiste qui participa à ce voyage d'exploration scientifique français parti du Havre le 19 octobre 1800.